# 人力発電

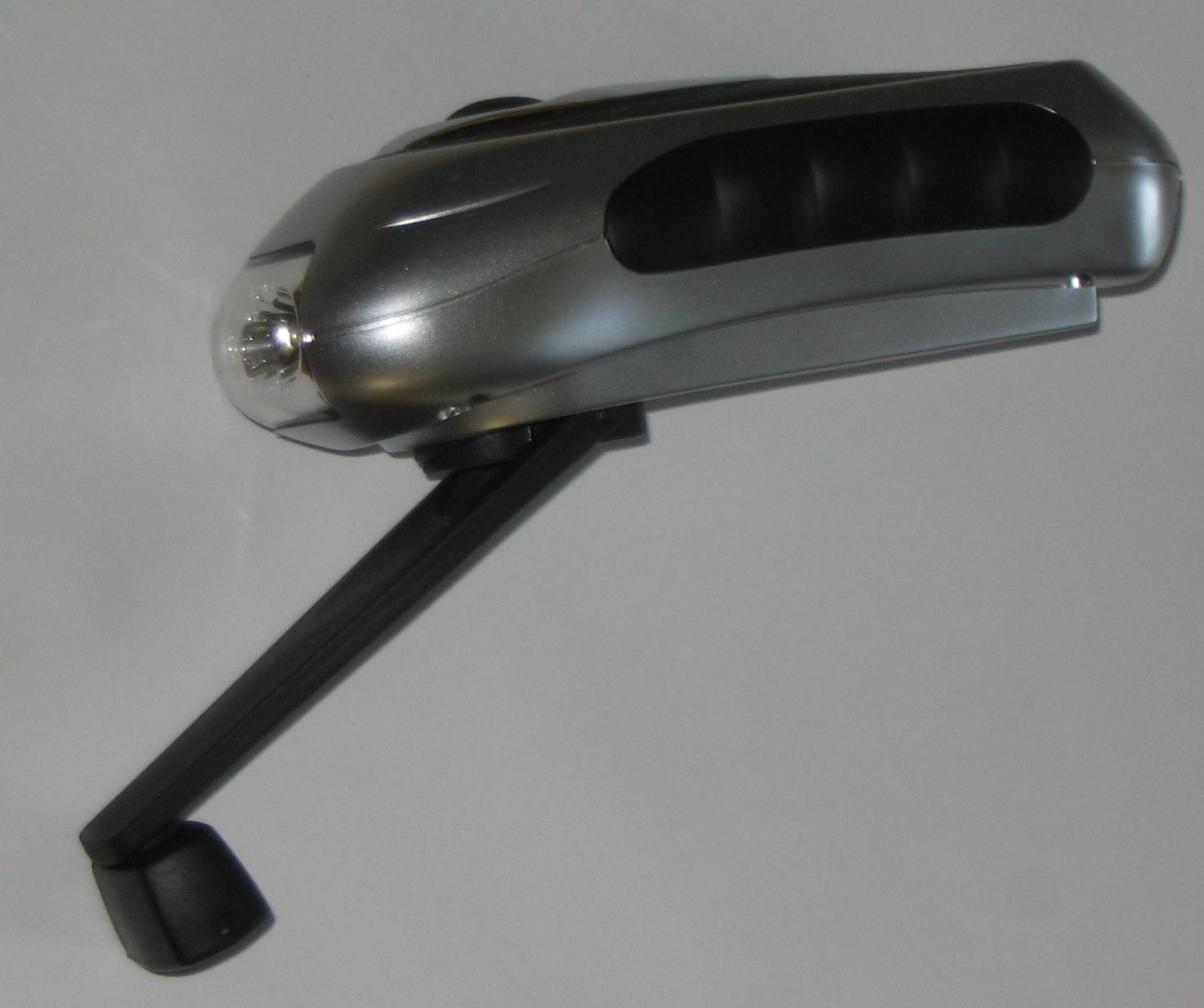
発電機内蔵のLED式懐中電灯
（ハンドルを手回しして充電するため、電池切れの心配がない）

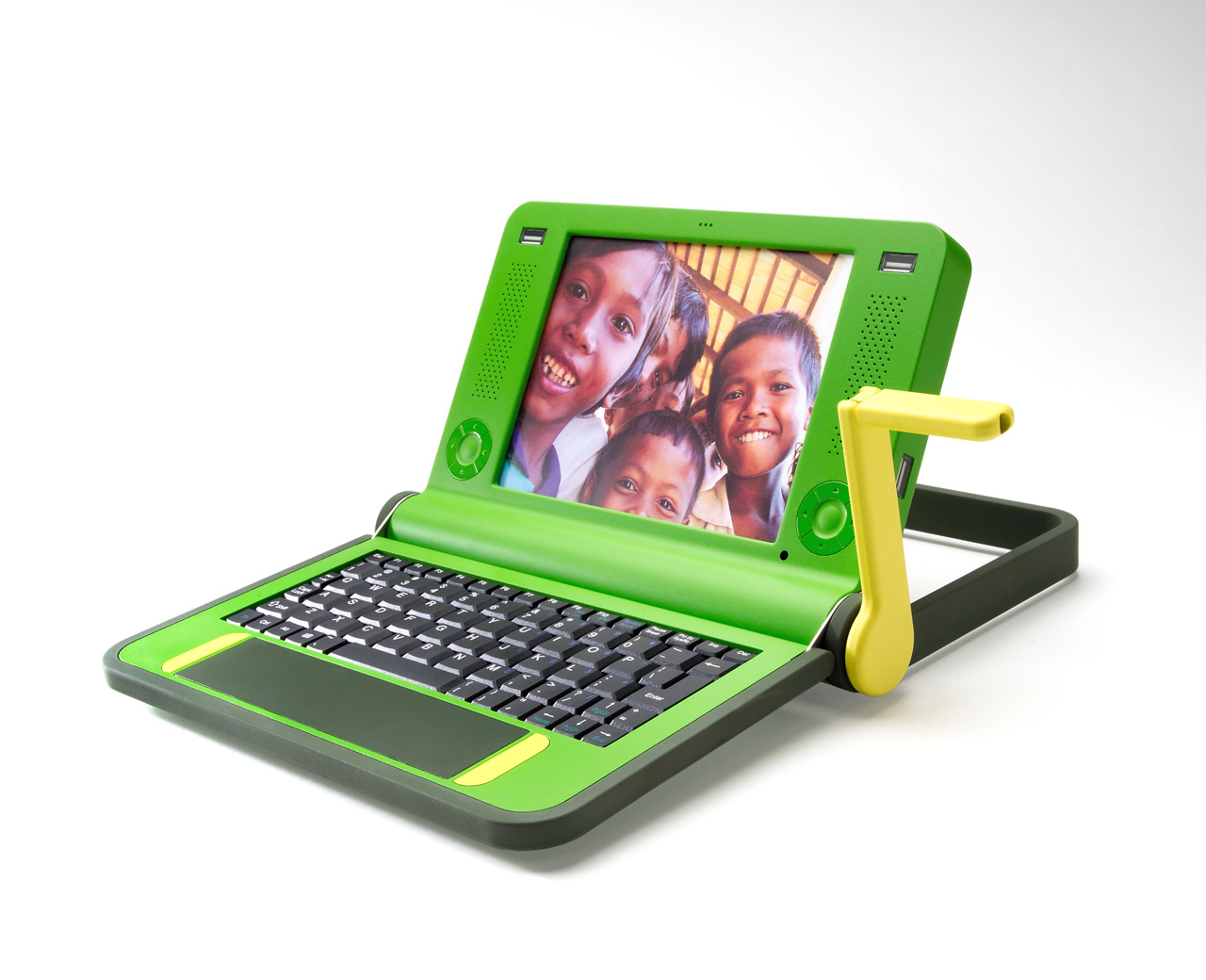
100ドルPC
ハンドルを手回しすることで充電して利用する。開発途上国の地方農村部ではいまだ電力インフラ整備が遅れていたり、停電が多かったりするため、「電源を必要としないこと」は普及の上で大きな弾みになると考えられている。

人力発電（じんりきはつでん）とは、人間が身体を動かして電気を起こすこと。発電機を回転させ、携帯ラジオ、懐中電灯、携帯電話、パーソナルコンピュータの利用や充電といった電源として用いられる。手回し発電機や自転車を漕ぐ方式があるほか、出力は微少だが声による空気振動を電力に転換することもできる。

## 概要
人力発電では、小型のものは発電機に手回しハンドルを接続した極めて簡単な機構のみで運用可能である。そのため、災害による停電時や紛争地帯、無人地帯のように商用電源や電池、燃料の利用が難しい局面で重宝されている。
またある程度の電力を必要とするものでは足漕ぎ式のものも考えられるが、こちらは余り多く出まわっておらず、そのような用途には専ら太陽光発電（太陽電池）や風力発電、あるいは小型の水力発電機のような、他のエネルギーに電力を求める様式が一般的である。
ただ、足漕ぎや自転車で発電というアイデアも必ずしも非効率という訳ではない。NHK『大科学実験』では競輪選手20人が一斉に全力疾走する事でメリーゴーラウンドを駆動することに成功した。東京工業大学では「大岡山ゑれきてる」と題したコンテストを実施し、省電力家庭用電化製品程度なら難なく動かせる発電量を実現したチームも続出している。製品レベルでは日本の日省エンジニアリングや南アフリカ共和国のフリープレイパワーグループがペダル式の充電式電源を開発・販売している。
人間が生きて行けるところであれば必然的にこれら電源が利用可能であるため、このような機器は古くから構想されていた。日本では自転車の前照灯のダイナモに使われるのが主であったが、防災用品として販売されるようになっており、様々な人力発電機付き機器（主に懐中電灯やラジオ受信機）が発売されている。しかし手回し発電の機器では発電量が限られるほか電流が安定せず、スマートフォンのような多くの電力を消費するため容量の大きいバッテリーを搭載した機器の充電は緊急時の通話やメッセージの発信のための一時的な動作を賄える程度で、非常時の代替電源としては乾電池を流用する充電器や太陽光発電機能を備えたモバイルバッテリーほど効率的ではない。

## 人力発電と情報家電
アフリカでは、携帯電話の急速な普及によって、携帯電話を充電するための重要な電源として利用された。
アフリカ諸国では、電力用や固定電話用の電線といった有線インフラの整備が遅れていたため、携帯電話が地方コミュニティにとって有力な通信手段となり、電話の全契約者の9割を占めた。これらの携帯電話は、緊急の医療要請から都市部の農作物相場など地域コミュニティに現金収入をもたらす重要な情報を伝えるのに役立っており、それら地域に住む人たちの生活に欠かせないものとなった。
電力がない地方コミュニティや移動中の利用者の間では、自動車用の鉛蓄電池バッテリーを使った充電屋などから電気をそのつど購入している。これら充電屋の中には、前述のフリープレイパワーグループの製品である「足踏み式充電器」を使っているところもみられ、携帯電話の普及の一助となった。
100ドルPCとして、手回し式充電器で利用できるパーソナルコンピュータが開発されていた。